# Torsken
Torsken är en kyrkby och tidigare tätort i Senja kommun i Troms fylke i norra Norge. Orten ligger vid änden av fylkesväg 86, på norra sidan av Torskefjorden. Här finns Torskens kyrka.
Tidigare har orten tillhört dåvarande Torskens kommun.

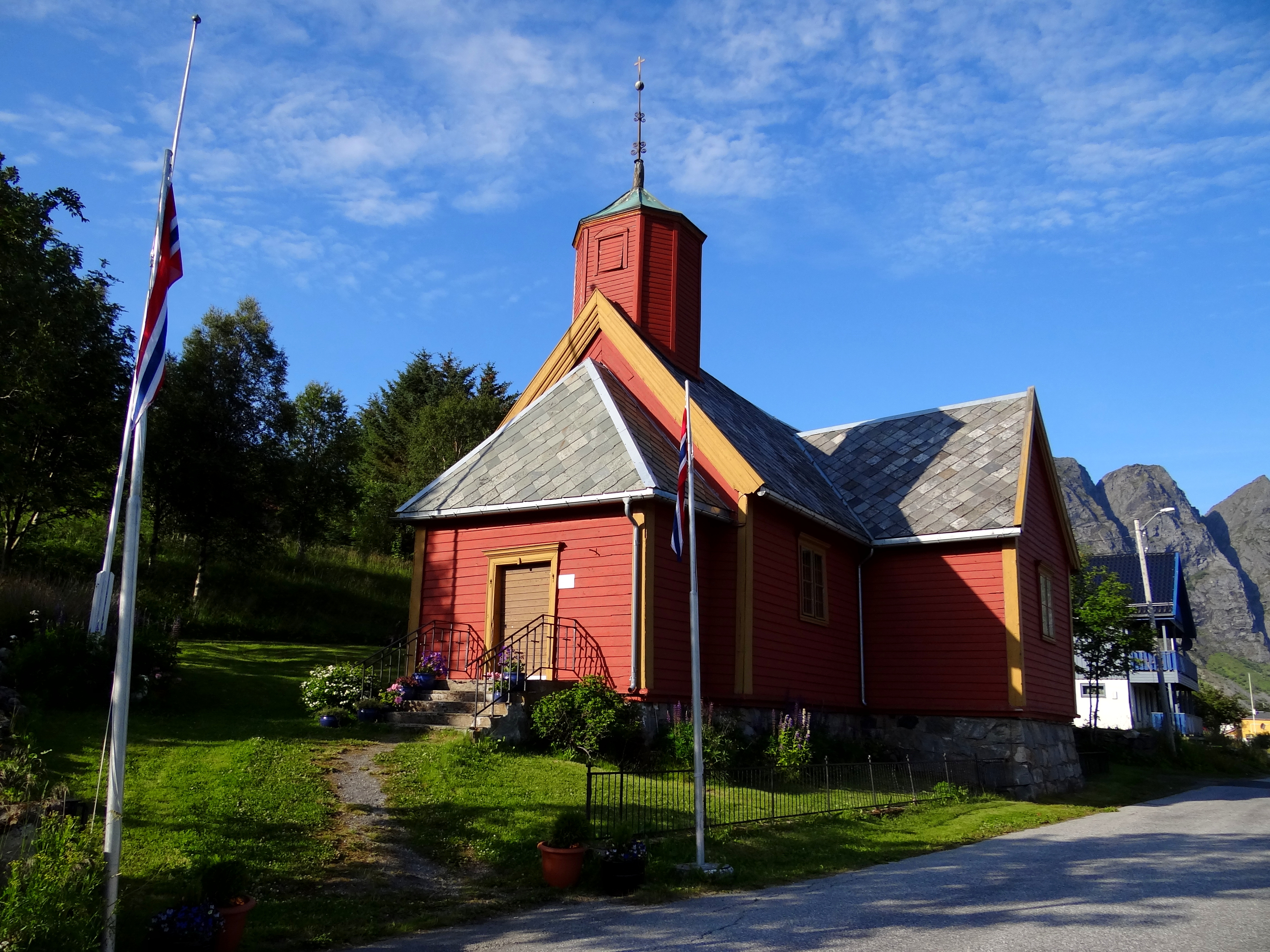
Torskens kyrka.